# Capillaster
Tribu
Genre
Capillaster est un genre de crinoïde tropicaux de la famille des Comasteridae (ordre des Comatulida).

## Description et caractéristiques
Ces comatules ont la bouche en position excentrique à l'âge adulte, et un nombre de bras souvent important, jusqu'à 110. 
Ce genre se caractérise par des segments brachiaux oblongs, beaucoup plus larges que longs. Les brachiaux médians sont souvent très épineux. Les pinnules orales portent de petites dents triangulaires confluentes formant des peignes. 
La plupart des espèces de ce genre vivent relativement exposées, au sommet des coraux ou même au bout des coraux noirs. Les caractéristiques les plus déterminantes pour ce genre se situent au niveau des articulations basses des bras. 

## Liste des espèces
Selon World Register of Marine Species (3 avril 2015) :
- Capillaster asterias AH Clark, 1931 -- Indonésie et Australie
- Capillaster gracilicirra AH Clark, 1912 -- Indonésie
- Capillaster macrobrachius (Hartlaub, 1890) -- Mer de Chine
- Capillaster mariae (AH Clark, 1907) -- Mer de Chine
- Capillaster multiradiatus (Linnaeus, 1758) -- Indo-ouest-Pacifique
- Capillaster sentosus (Carpenter, 1888) -- Indo-ouest-Pacifique
- Capillaster squarrosus Messing, 2003 -- Vanuatu
- Capillaster tenuicirrus AH Clark, 1912 -- Indonésie